# غلين هاينز
غلين هاينز هو متسابق يخت برازيلي، ولد في 5 سبتمبر 1960.

## وصلات خارجية
- غلين هاينز على موقع أوليمبيديا (الإنجليزية)